# Карпатский биосферный заповедник
Карпа́тский биосфе́рный запове́дник (укр. Карпатський біосферний заповідник) — природоохранная территория в Закарпатской области (Украина).
Создан в 1968 году. Занимает общую площадь 57880 га, из них площадь заповедной зоны — 31995 га. В составе Карпатского биосферного заповедника насчитывается шесть разделённых массивов, а также ботанические заказники государственного значения «Чёрная Гора» и «Юлевская Гора». Заповедные массивы размещаются на высотах от 180 до 2061 метров над уровнем моря в западном, центральном и восточном секторах Украинских Карпат. Такая территориальная структура заповедника практически полностью представляет ландшафтное и биогеографическое многообразие Восточных Карпат. Здесь представленные мало нарушенные и практически незатронуты человеческой деятельностью дубравы предгорий, горные буковые, смешанные и еловые леса, субальпийские и альпийские луга с сосново-ольховым криволесьем и скально-лишайниковыми ландшафтами. Крупнейшими массивами биосферного заповедника являются:
- Угольско-Широколужнянский массив расположен в центральной части Украинских Карпат, на южных склонах горного Долинного хребта. Это наибольший массив биосферного заповедника, охватывает наибольшую в Европе территорию буковых лесов. В отдельных местах сохранились участки реликтов: тиса ягодного, можжевельника казачьего, липы широколистой; из хвойных пород — островки пихты белой и ели европейской. В этом массиве заповедника обитают как сугубо таёжные виды животных, так и виды характерные для европейских широколиственных лесов.
- Черногорский массив занимает южный склон Черногорского хребта в пределах 950—2061 м над уровнем моря. Здесь более всего выражены лесной, субальпийский и альпийский растительные пояса. Основные породы — ель европейская, пихта белая в возрасте до 200—300 лет, случаются ясень, явор, клён остролистный. В субальпийском поясе распространено криволесье из сосны горной, ольхи зелёной, можжевельника сибирского. Субальпийские и альпийские луга имеют богатый флористический состав, в котором значительное количество эндемических реликтовых и редких видов растений.

- Хустский массив, или Долина нарциссов; расположен в равнинной части Закарпатья возле г. Хуста. Здесь охраняются уникальные естественные насаждения нарцисса узколистого — центральноевропейского вида со сравнительно ограниченным ареалом (занесен в Красную книгу Украины).

Почти 90 % территории заповедника покрыты преимущественно первобытными лесами. В заповеднике охраняется свыше тысячи видов высших сосудистых растений, 66 видов млекопитающих, 193 видов птиц, 9 видов пресмыкающихся, 13 видов земноводных, 23 видов рыб, свыше 10000 видов беспозвоночных животных. Здесь представлены карпатские экосистемы, которые служат убежищами для многих редких и исчезающих видов растений и животных. В заповеднике отмечены 64 вида растений и 72 вида животных, занесенных в Красную книгу Украины, а также в Европейский Красный список.
Для буковых лесов характерны ясменник благоухающий, листовик сколопендровый, лунария оживающая. В высокогорной полосе случаются горечавка жёлтая, фиалка отклоненная, рододендрон восточнокарпатский, медуница Филярского. По всей территории заповедника растут арника горная, крокус Гейфеля.
В заповеднике водятся европейский олень, косуля, бурый медведь, рысь, дикий кабан, лесная куница, белка; из редких видов обитают европейская снежная полёвка, альпийская бурозубка , альпийская завирушка  (занесены в Красную книгу Украины), а также лесной кот и карпатский тритон. Встречаются следующие виды птиц: канюк, ястреб-тетеревятник, ястреб-перепелятник, глухарь, рябчик, тетерев, поползень, дубонос, оляпка, несколько видов дроздов, редкие виды дятлов: седой, белоспинный и трёхпалый.